# Natação no Campeonato Europeu de Esportes Aquáticos de 2018 - 200 m medley feminino
A prova dos 200 metros medley feminino da natação no Campeonato Europeu de Esportes Aquáticos de 2018 ocorreu nos dias 7 e 8 de agosto no Tollcross International Swimming Centre, em Glasgow no Reino Unido. 

## Calendário
| Fase          | Data        | Hora  |
| ------------- | ----------- | ----- |
| Eliminatórias | 7 de agosto | 09:25 |
| Semifinal     | 7 de agosto | 17:39 |
| Final         | 8 de agosto | 17:39 |

Todos os horários estão no horário local (UTC+0)

## Recordes
Antes desta competição, os recordes eram os seguintes:
|                       | Nadadora       | Tempo   | Local   | Data                |
| --------------------- | -------------- | ------- | ------- | ------------------- |
| Recorde mundial       | Katinka Hosszú | 2:06.12 | Cazã    | 3 de agosto de 2015 |
| Recorde europeu       | Katinka Hosszú | 2:06.12 | Cazã    | 3 de agosto de 2015 |
| Recorde do campeonato | Katinka Hosszú | 2:07.30 | Londres | 19 de maio de 2016  |

## Medalhistas
| Ouro                 | Prata                 | Bronze               |
| Katinka Hosszú (HUN) | Ilaria Cusinato (ITA) | Maria Ugolkova (SUI) |

## Resultados

### Eliminatórias
Esses foram os resultados das eliminatórias. 
| Pos. | Bateria | Raia | Nadadora               | Nacionalidade | Tempo   | Notas  |
| ---- | ------- | ---- | ---------------------- | ------------- | ------- | ------ |
| 1    | 4       | 4    | Katinka Hosszú         | Hungria       | 2:11.09 | Q      |
| 2    | 3       | 4    | Siobhan-Marie O'Connor | Reino Unido   | 2:11.39 | Q      |
| 3    | 3       | 5    | Maria Ugolkova         | Suíça         | 2:12.43 | Q      |
| 4    | 2       | 3    | Aimee Willmott         | Reino Unido   | 2:12.64 | Q      |
| 5    | 2       | 4    | Ilaria Cusinato        | Itália        | 2:12.98 | Q      |
| 6    | 4       | 3    | Zsuzsanna Jakabos      | Hungria       | 2:13.37 | Q      |
| 7    | 3       | 6    | Fantine Lesaffre       | França        | 2:13.44 | Q      |
| 8    | 4       | 5    | Hannah Miley           | Reino Unido   | 2:13.60 |        |
| 9    | 4       | 2    | Abbie Wood             | Reino Unido   | 2:13.65 |        |
| 10   | 4       | 1    | Anja Crevar            | Sérvia        | 2:14.29 | Q      |
| 11   | 4       | 6    | Viktoriya Andreyeva    | Rússia        | 2:14.91 | Q      |
| 12   | 4       | 7    | Evelyn Verrasztó       | Hungria       | 2:15.04 |        |
| 13   | 3       | 1    | Barbora Závadová       | Chéquia       | 2:15.17 | Q      |
| 14   | 2       | 5    | Yuliya Yefimova        | Rússia        | 2:15.35 | Q, RET |
| 15   | 3       | 2    | Cyrielle Duhamel       | França        | 2:15.41 | Q      |
| 16   | 2       | 7    | Anastasia Gorbenko     | Israel        | 2:15.49 | Q      |
| 17   | 2       | 2    | Dalma Sebestyén        | Hungria       | 2:15.53 |        |
| 18   | 2       | 6    | Viktoriya Zeynep Güneş | Turquia       | 2:15.72 | Q      |
| 19   | 4       | 8    | Carlotta Toni          | Itália        | 2:15.91 | Q      |
| 20   | 3       | 3    | Sara Franceschi        | Itália        | 2:16.16 |        |
| 21   | 4       | 0    | Kristýna Horská        | Chéquia       | 2:16.50 | Q      |
| 22   | 3       | 0    | Nikoletta Pavlopoulou  | Grécia        | 2:17.27 | Q      |
| 23   | 3       | 7    | Anna Pirovano          | Itália        | 2:18.12 |        |
| 24   | 2       | 0    | Paula Żukowska         | Polónia       | 2:18.16 |        |
| 25   | 2       | 1    | Victoria Kaminskaya    | Portugal      | 2:18.88 |        |
| 26   | 1       | 4    | Lisa Mamie             | Suíça         | 2:19.67 |        |
| 27   | 2       | 9    | Vilma Ruotsalainen     | Finlândia     | 2:19.94 |        |
| 28   | 3       | 9    | Shahar Menahem         | Israel        | 2:19.98 |        |
| 29   | 1       | 3    | Margaret Markvardt     | Estónia       | 2:21.10 |        |
| 30   | 4       | 9    | Niamh Kilgallen        | Irlanda       | 2:21.97 |        |
| 31   | 2       | 8    | Lea Polonsky           | Israel        | 2:22.47 |        |
| 32   | 1       | 6    | Nikoleta Trníková      | Eslováquia    | 2:23.17 |        |
| 33   | 1       | 5    | Cornelia Pammer        | Áustria       | DNS     | DNS    |
| 33   | 3       | 8    | Jenna Laukkanen        | Finlândia     | DNS     | DNS    |

### Semifinal
Esses foram os resultados das semifinais. 
Semifinal 1
| Pos. | Raia | Nadadora               | Nacionalidade | Tempo   | Notas |
| ---- | ---- | ---------------------- | ------------- | ------- | ----- |
| 1    | 4    | Siobhan-Marie O'Connor | Reino Unido   | 2:09.80 | Q     |
| 2    | 3    | Zsuzsanna Jakabos      | Hungria       | 2:12.96 | Q     |
| 3    | 5    | Aimee Willmott         | Reino Unido   | 2:13.09 | Q     |
| 4    | 6    | Anja Crevar            | Sérvia        | 2:14.05 |       |
| 5    | 2    | Barbora Závadová       | Chéquia       | 2:14.25 |       |
| 6    | 1    | Carlotta Toni          | Itália        | 2:14.87 |       |
| 7    | 7    | Anastasia Gorbenko     | Israel        | 2:16.84 |       |
| 8    | 8    | Nikoletta Pavlopoulou  | Grécia        | 2:16.85 |       |

Semifinal 2
| Pos. | Raia | Nadadora               | Nacionalidade | Tempo   | Notas |
| ---- | ---- | ---------------------- | ------------- | ------- | ----- |
| 1    | 4    | Katinka Hosszú         | Hungria       | 2:10.49 | Q     |
| 2    | 3    | Ilaria Cusinato        | Itália        | 2:10.77 | Q     |
| 3    | 5    | Maria Ugolkova         | Suíça         | 2:11.41 | Q     |
| 4    | 1    | Viktoriya Zeynep Güneş | Turquia       | 2:12.73 | Q     |
| 5    | 6    | Fantine Lesaffre       | França        | 2:13.13 | Q     |
| 6    | 2    | Viktoriya Andreyeva    | Rússia        | 2:15.56 |       |
| 7    | 8    | Kristýna Horská        | Chéquia       | 2:15.69 |       |
| 8    | 7    | Cyrielle Duhamel       | França        | 2:16.61 |       |

### Final
Esse foi o resultado da final. 
| Pos.              | Raia | Nadadora               | Nacionalidade | Tempo   | Notas |
| ----------------- | ---- | ---------------------- | ------------- | ------- | ----- |
| Medalha de ouro   | 5    | Katinka Hosszú         | Hungria       | 2:10.17 |       |
| Medalha de prata  | 3    | Ilaria Cusinato        | Itália        | 2:10.25 |       |
| Medalha de bronze | 6    | Maria Ugolkova         | Suíça         | 2:10.83 |       |
| 4                 | 4    | Siobhan-Marie O'Connor | Reino Unido   | 2:10.85 |       |
| 5                 | 8    | Fantine Lesaffre       | França        | 2:11.71 |       |
| 6                 | 2    | Viktoriya Zeynep Güneş | Turquia       | 2:12.17 |       |
| 7                 | 1    | Aimee Willmott         | Reino Unido   | 2:13.13 |       |
| 8                 | 7    | Zsuzsanna Jakabos      | Hungria       | 2:13.37 |       |

Legenda
| Recorde mundial       | Recorde mundial (World record)               |                       | Recorde africano                      | Recorde africano (African) |                                           | Q | Classificado por posição (Qualified) |
| Recorde do campeonato | Recorde do campeonato (Championship record)  | Recorde da América    | Recorde da América (Americas)         | q                          | Classificado por melhor tempo (Qualified) |   |                                      |
| Melhor marca do ano   | Melhor marca do ano (World leading)          | Recorde asiático      | Recorde asiático (Asian)              | DNS                        | Não largou (Did not start)                |   |                                      |
| Recorde nacional      | Recorde nacional (National record)           | Recorde europeu       | Recorde europeu (European)            | DNF                        | Não terminou (Did not finish)             |   |                                      |
| Recorde pessoal       | Recorde pessoal do atleta (Personal best)    | Recorde da Oceania    | Recorde da Oceania (Oceania)          | DSQ / DQ                   | Desclassificado (Disqualified)            |   |                                      |
| Recorde da temporada  | Recorde da temporada do atleta (Season best) | Recorde sul-americano | Recorde sul-americano (South America) | NM                         | Sem marca (No mark)                       |   |                                      |